# Museo del Vino de Mendoza
Museo del Vino de Mendoza es un museo de la Ciudad de Mendoza ( Argentina)  que expone una importante colección de objetos de la vitivinicultura de Mendoza desde época colonial. Está situado a 16 km de la Ciudad de Mendoza y pertenece a la Bodega la Rural.

## Historia
El Museo que tiene su sede en la Bodega La Rural que fue fundada en 1885 por Felipe Rutini. Rodolfo Reina Rutini, a partir de 1970, añadió al museo herramientas, maquinarias e instrumentos propios de las actividades vitivinícolas de la zona. El museo fue reestructurado y ordenado en 1997, para darle un sentido más didáctico. En él podemos encontrar más de 4000 piezas.

## Colección
Sus colecciones abarcan aspectos muy variados: objetos de la vida cotidiana, carros, coches, monturas, arneses y aperos... También tiene otras secciones dedicadas a la Arqueología y a la imaginaría cuyana.  La sección de Arqueología alberga piezas de las culturas Chimú, Moche, Nazca...y de las culturas del Oeste Argentino. La colección de imaginaría cuyana consta de más de 600 piezas talladas en madera, la mayoría de procedencia cuyana.

## Actividades
En el museo se pueden realizar visitas guiadas, en las que se incluyen la historia de la vida personal de Felipe Rutini, y también se puede realizar una degustación de vinos de la propia bodega.